# Musée de l’Atelier de Rosa Bonheur

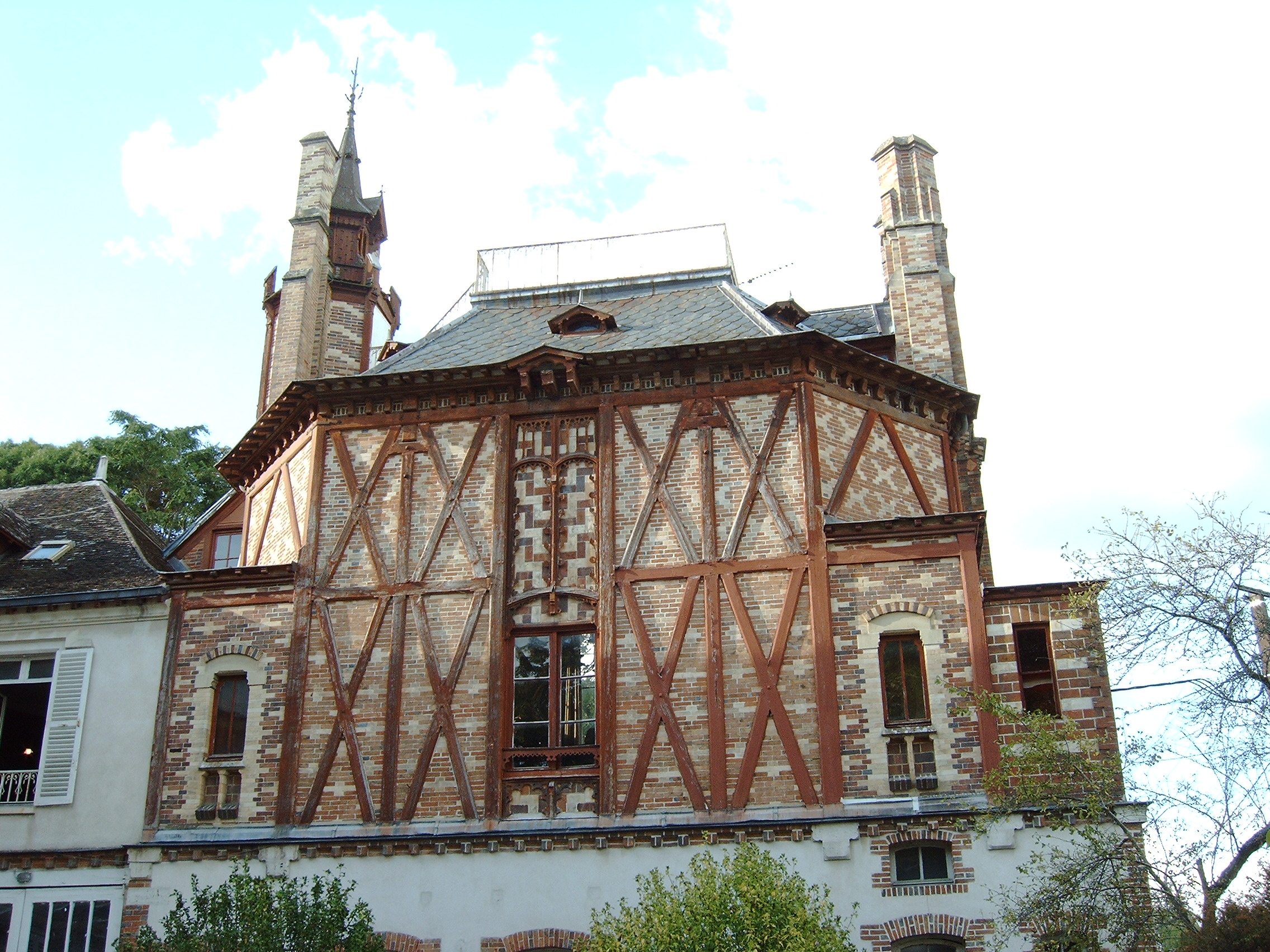
Atelier von Rosa Bonheur

Das Musée de l’Atelier de Rosa Bonheur in Thomery, einer Gemeinde im Département Seine-et-Marne der Region Île-de-France, befindet sich im ehemaligen Atelier der Malerin Rosa Bonheur.
Diese kaufte 1859 das Château de By, das Schloss der ehemals selbständigen Gemeinde By, am Rande des Waldes von Fontainebleau, und richtete dort in einem neugotischen Nebengebäude ihr Atelier ein.
Das Atelier blieb nach dem Tod von Bonheur im Jahr 1899 nahezu identisch erhalten.